# Морсино
Морсино — деревня в Солецком районе Новгородской области.

## География
Находится в западной части Новгородской области на расстоянии приблизительно 8 км на юг по прямой от районного центра города Сольцы.

## История
На карте 1847 года уже была обозначена. В 1909 году здесь (территория Старорусского уезда Новгородской губернии) было учтено 26 дворов в деревне Морсино Ланские и 30 в Морсино Порошиных. До 2020 года входила в состав Выбитского сельского поселения.

## Население
Численность населения: 165 человек и 159 в деревня Морсино Ланские и Морсино Порошиных соответственно (1909 год), 22 (русские 100 %) в 2002 году, 12 в 2010.